# عبد الرحمن الخطيب (ملحن)
عبد الرحمن الخطيب مطرب وموسيقي مصري، لحن فيلم الحبيب المجهول الحب كاس أغنية ظهرت في الأربعينات مع عبد الوهاب هو الملحن الأصلي للسلام الوطني السعودي.

## حياته
ولد في القاهرة بمصر، وهو الشقيق الأكبر للفنانة فايدة كامل.

## النشيد الوطني السعودي
لم يكن للسعودية سلام وطني خاص بها حتى عام 1945، حينما أمر الملك فاروق بتلحين سلام وطني خاص للسعودية على يد الملحن المصري عبد الرحمن الخطيب ليكون هدية بمناسبة زيارة الملك عبد العزيز آل سعود إلى مملكة مصر، وكان السلام يعتمد على الألحان خالي من الكلمات.
لحن عبد الرحمن الخطيب مقطوعة السلام الملكي بعزف على آلة البوق وقدمها عام (1946) عندما عُزف السلام الملكي السعودي لأول مرة بمناسبة زيارة الملك عبد العزيز لمصر.

## أشهر أعماله
شارك في تلحين فيلم العاشق المحروم لإسماعيل ياسين، كذلك لديه بعض الأغاني النادرة بصوته، ومنها أغنية «الحلو والمر» من فيلم على أد لحافك.

## روابط خارجية
- عبد الرحمن الخطيب على موقع ميوزك برينز (الإنجليزية)